# Castillo de Los Santos de Maimona
El Castillo de Los Santos de Maimona era una fortificación situada en las inmediaciones de la localidad española de Los Santos de Maimona en la comarca de Zafra-Río Bodión, en la provincia de Badajoz, a 74 km de Badajoz, muy cerca de la carretera N-630, conocida como vía de la Plata que une Gijón con el puerto de Sevilla.

## Historia
Si bien no hay documentación concreta y fehaciente de la historia del castillo, parece ser que los terrenos donde estuvo ubicado pertenecieron a la Orden de Santiago.

## El Castillo
En la actualidad no existe ningún elemento que sobresalga de forma algo elevada. Solo con una visión desde una cierta altura se distinguen los cimientos de algunos elementos y puede, en cierto modo, definir aproximadamente su configuración. La planta era  octogonal con torres cilíndricas de sección circular en las uniones de los lienzos colindantes. También se observan los cimientos de alguna de las edificaciones interiores sin que se pueda añadir algo más a través de ellos. El nivel de deterioro es prácticamente total.